# Улманис, Гунтис
Гу́нтис У́лманис (латыш. Guntis Ulmanis; род. 13 сентября 1939, Рига) — советский и латвийский государственный деятель и политик, президент Латвийской Республики с 1993 по 1999 год.

## Биография
Внучатый племянник Карлиса Улманиса, до 1955 года носил фамилию приемного отца Румпитис.
Детство провел в сибирской ссылке (выслан в 1941 году). Вернулся в Ригу в 1948 году.
В 1963 году окончил Латвийский университет, служил в советской армии (1963—1965), работал в рижском исполкоме, вступил в КПСС в 1966, был директором комбината бытовых услуг Рижского района.
В 1989 году вышел из КПСС. В 1993 году избран депутатом Сейма от Крестьянского союза Латвии.

## Президентство
7 июля 1993 года Сейм избрал его президентом Латвии -- первым после восстановления независимости.
Второй раз избран президентом 19 июня 1996 года. Ввёл мораторий на смертную казнь, инициировал 12 законов, а ещё 18 — отправил на повторное рассмотрение в Сейм. При нём вывели российские войска и взорвали Скрундский локатор (4 мая 1995 года). В 1995 году отказался от повышения ему зарплаты. В 1996 году был награждён британским орденом Святого Михаила и Святого Георгия.
14 июня 1999 года Гунтис Улманис, уходя в отставку, оставил в Рижском замке практически всю коллекцию подарков, в том числе узбекский ковёр с его портретом, тарелку с изображением его жены, картину Шишкина, подаренную российским послом, и многое другое.

## Уход из политики
7 июля 1999 года срок полномочий Улманиса истёк, но ещё 1 июня было принято специальное постановление «Об обеспечении деятельности президента государства». Согласно ему, бывшему президенту положены личная охрана, квартира, служебная автомашина и дипломатический паспорт.
Автор автобиографичной книги «No tevis jau neprasa daudz…» (1995), выпущенной также и на русском языке под названием «Путь президента» (1997, перевод Л. Азаровой).
В октябре 2002 года стал председателем оргкомитета по проведению в Риге чемпионата мира по хоккею с шайбой 2006 года.
В 2010 году избран депутатом 10-й Сейма, от блока «За лучшую Латвию».

## Семья
Первая жена — Айна Улмане (урождённая Штелце), экономист. Дети — дочь Гунта и сын Алвис.
Вторая жена — предпринимательница, владелица бренда Upes pērles Диния Лора (1983), дочь Гунвила (2006).

## Награды
- Медаль Балтийской ассамблеи (2011)[6]
- Почётная грамота Кабинета Министров Латвии (6 июня 2006)[7].

## Внешние ссылки
- Биография (латыш.)
- TP un LPP/LC apvienības līdera lomu uzņemas Ulmanis (латыш.)
- Ulmanis skrej pakaļ vilcienam tvnet.lv (латыш.)
- Ulmaņa atbalstīto partiju sauks "Jaunlatvija" (латыш.)
- Председателем правления Dinamo Riga избран Гунтис Улманис